# Comitatul DeKalb, Indiana
Comitatul DeKalb, conform originalului din limba engleză, DeKalb County, este unul din cele 93 de comitate ale statului american Indiana. Conform recensământului Statelor Unite Census 2000, efectuat de United States Census Bureau, populația totală era de 41.796 de locuitori. Reședința comitatului este orașul Auburn GR6. Denominarea DeKalb County este 33 Arhivat în 13 iulie 2011, la Wayback Machine. pe lista comitatelor statului.

## Demografie
|  | Graficele sunt indisponibile din cauza unor probleme tehnice. Mai multe informații se găsesc la Phabricator și la wiki-ul MediaWiki. |

Date: Wikidata - grafică realizată de Wikipedia